# Кунардо
Кунардо (итал. Cunardo) — коммуна в Италии, располагается в провинции Варесе области Ломбардия.
Население составляет 2538 человек, плотность населения составляет 423 чел./км². Занимает площадь 6 км². Почтовый индекс — 21035. Телефонный код — 0332.
Покровителем коммуны почитается святой Авундий из Комо, празднование 31 августа.